# Bill Slater
Bill Slater, született illiam John Slater vagy másik ismert nevén W. J. Slater, CBE (Clitheroe, 1927. április 29. – 2018. december 18.) angol labdarúgó, csatár.
Az 1952. évi nyári olimpiai játékokon a brit olimpiai labdarúgócsapat tagja volt. Az angol válogatott tagjaként részt vett az 1958-as labdarúgó-világbajnokságon. 1960-ban az FWA az év labdarúgójának választotta. Lánya Barbara Slater az 1976-os montréali olimpián tornában olimpiai résztvevő, később a BBC sportrészlegének első női igazgatója volt.